# さようなら ありがとう
「さようなら ありがとう」は、夏川りみの曲。作詞・作曲は小渕健太郎による。亡くなった人への感謝の気持ちを示す内容の歌である。2005年にシングルのタイトル曲として発表され、翌2006年にもアレンジを変えて両A面シングル「さようなら ありがとう 〜天の風〜/未来」（さようなら ありがとう アマノカゼ / みらい）に収録された。本記事では、この両版について説明する。

## シングル「さようなら ありがとう」
シングル「さようなら ありがとう」は、2005年11月2日に発売された。
初回盤特典はCD-EXTRA仕様になっており、「さようなら ありがとう」のビデオクリップが収録されている。

### 「さようなら ありがとう」収録曲
1. さようなら ありがとう
作詞・作曲：小渕健太郎／編曲：京田誠一
2. シマダチ
  - 作詞：村上てつや／作曲：村上てつや、宇佐美秀文／編曲：妹尾武
3. さようなら ありがとう（Instrumental Version）
4. シマダチ（Instrumental Version）

## シングル「さようなら ありがとう 〜天の風〜/未来」
シングル「さようなら ありがとう 〜天の風〜/未来」は、2006年8月23日に発売された。前年に発売されたシングル「さようなら ありがとう」の評判が良かったため、アレンジを変更した上で再録している。サウンドプロデュースを同曲の作詞・作曲者である小渕健太郎が行っている。

### 「さようなら ありがとう 〜天の風〜/未来」収録曲
1. さようなら ありがとう 〜天の風（アマノカゼ）〜
  - 作詞・作曲・編曲：小渕健太郎
2. 未来
  - 作詞：村野直球／作曲：平田祥一郎／編曲：京田誠一
3. さようなら ありがとう 〜天の風（アマノカゼ）〜（Instrumental Version）
4. 未来（Instrumental Version）